# Кинематограф Ирана
Кинематограф Ирана (перс. سینمای ایران‎) — раздел кинематографа, посвящённый фильмам из этой страны.

## История

### Немое кино
Пионером персидского кинематографа считается Мирза Ибрагим-хан (1874—1915), известный под именем Аккас Баши (akkās bāshi — букв. «главный фотограф»), официальный фотограф Мозафереддин-шаха. На камеру «Гомон», приобретённую в 1900 году во время визита шаха в Европу, Аккас Баши снял фестиваль цветов в Остенде, львов в шахском зоопарке Фарахабада и процессию в день ашуры в Тегеране. Эти первые иранские фильмы сегодня утрачены.
В ноябре 1904 года Мирза Ибрагим-хан Саххафбаши открыл в Тегеране первый кинотеатр, в котором демонстрировались короткие комедии или 10-минутные хроникальные фильмы, полученные как правило из Одессы или Ростова-на-Дону. К началу 1930-х годов в Иране действовало около 30 кинотеатров, более половины из которых — в столице.
В 1925-26 годах свои фильмы о Конституционной Ассамблее (Majles-e Mo’assessān) и коронации Реза-шаха снимает Хан Баба Мотазеди (1892—1986). В этих немых фильмах Мотазеди впервые вводит в обиход титры на фарси. До этого немые фильмы сопровождались речевым комментарием, произносившемся мужчиной или женщиной, сидящими в зале кинотеатра.

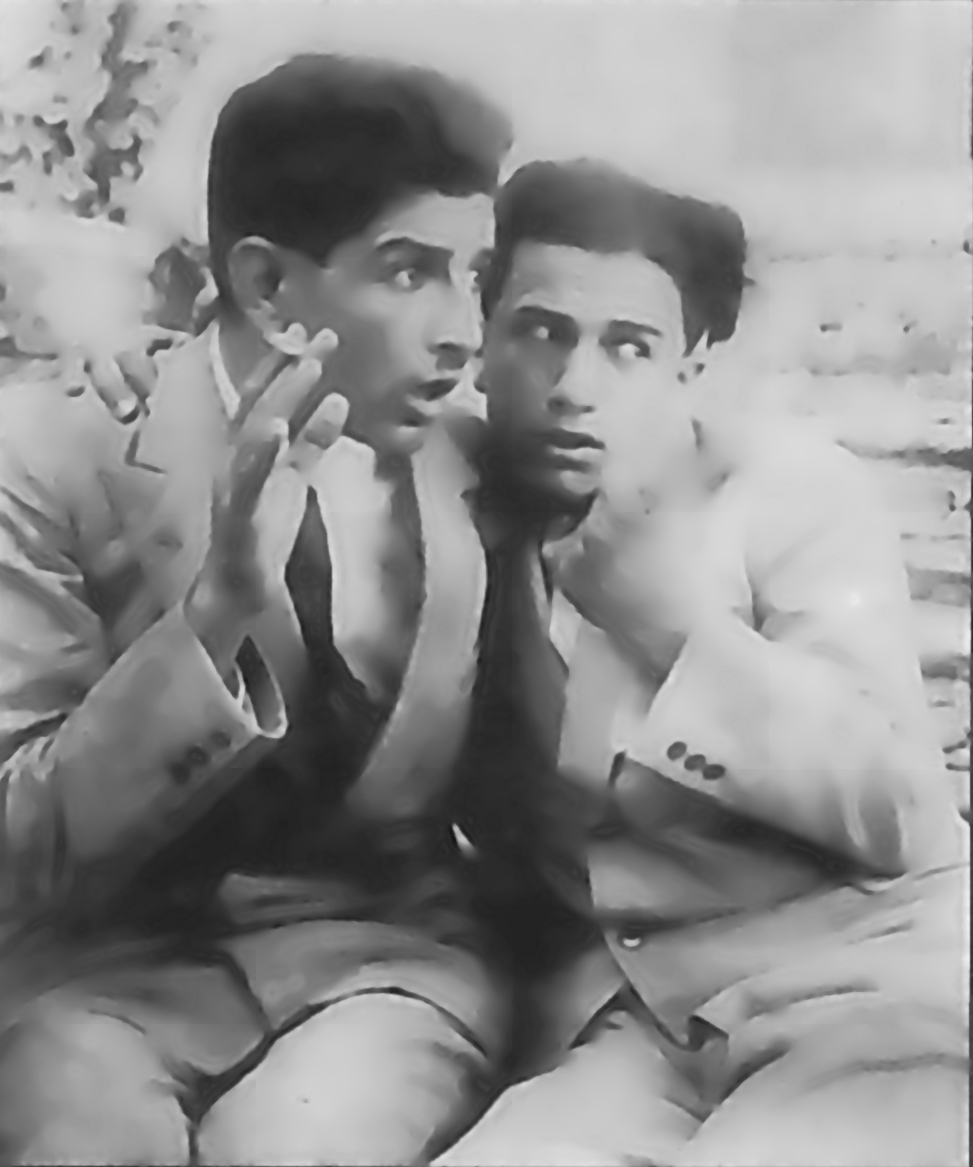
Голам Али Сохраби и Мохаммад Зарраби в фильме Аби и Раби Ованеса Оганяна, 1930

В эти же годы первую кинематографическую школу в Тегеране (Parvarešgāh-e ārtīstī-e sīnemā) открывает Ованес Оганян (1901—1961) (сам получивший кинематографическое образование в Москве). В 1931 году Оганян снимает первую иранскую полнометражную игровую картину «Аби и Раби» (Ābi o rābi), комедию, римейк датской серии фильмов с Харальдом Мадсеном и Карлом Шенстрёмом в главных ролях. Роли в фильме самого Оганяна играют его студенты. Второй фильм Оганяна «Хаджи Ага, киноактёр» (Ḥājī Āqā āktor-e sīnemā), снятый в 1934 году, тоже был комедией и интересен видами Тегерана того времени, интерьерами и костюмами. Однако повторить коммерческий успех «Аби и Раби» он не смог во многом из-за того, что двумя с половиной месяцами ранее вышел первый персидский звуковой фильм «Девушка-лурка» (Doḵtar-e Lor).

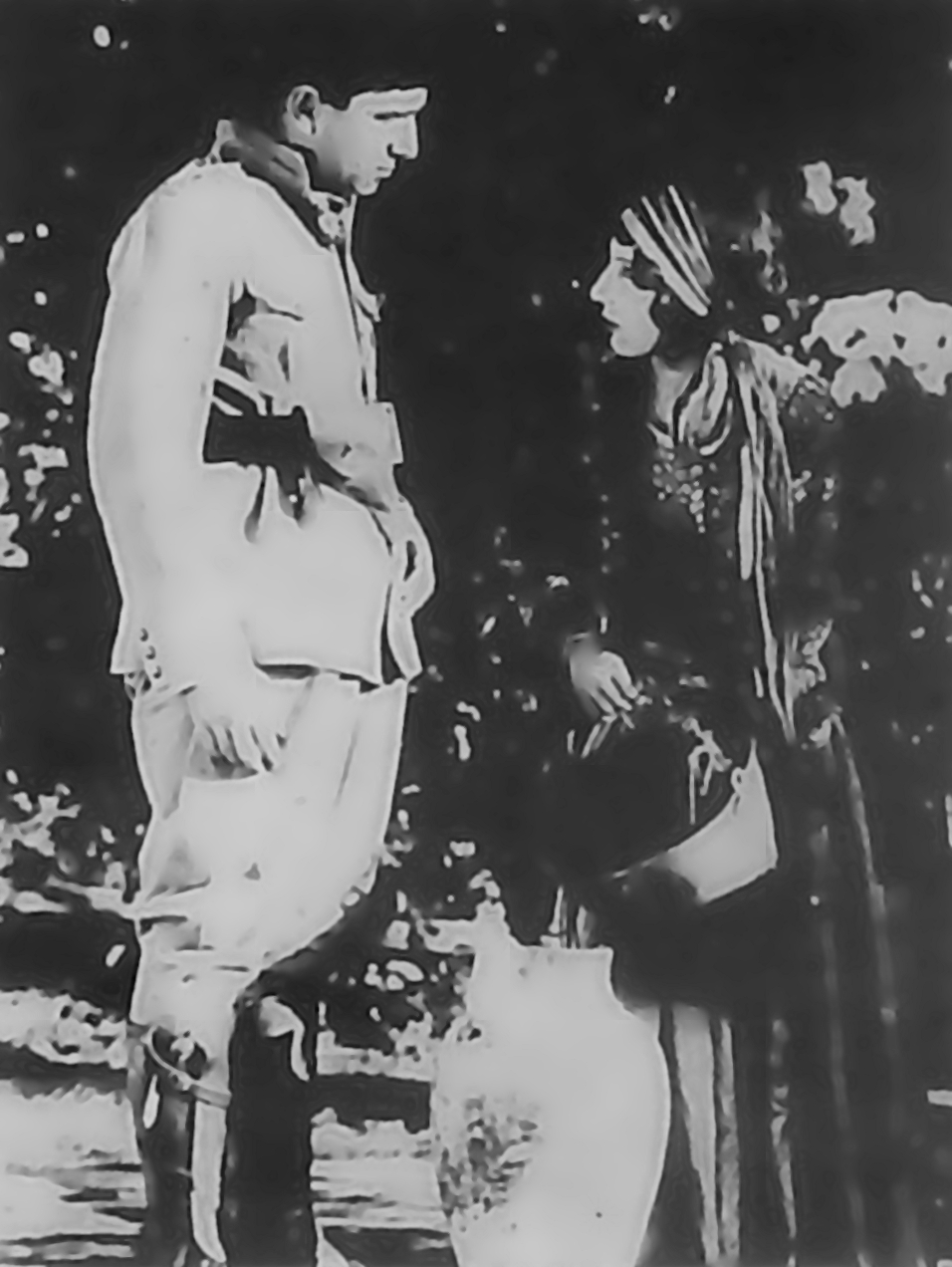
Седигех Саминежад и Абдольхоссейн Сепанта в первом ираноязычном фильме Девушка-лурка, реж. Ардешир Ирани, 1933.

Ещё одним пионером персидского кино является Ибрагим Моради (1896—1977), который начал свою кинематографическую карьеру с работы на киностудии Межрабпомфильм. По приезде в Персию в 1930 году он попытался снять фильм «Братская месть» (Enteqām-e barādar), но не смог его закончить. Тогда он поступил в тегеранскую школу Оганяна и в 1934 году вместе с другими студентами снял часовой немой фильм «Капризный» (Bu’l-hawas), который обошёлся в 30000 риалов. Несмотря на официальную поддержку, этот фильм также не смог конкурировать с «Девушкой-луркой», но стал тем не менее классическим, поскольку в нём впервые появилась тема, ставшая одной из краеугольных в иранском кинематографе: противопоставление трудолюбивого, доброго и бедного крестьянина богатому и злому горожанину.

### Звуковое кино

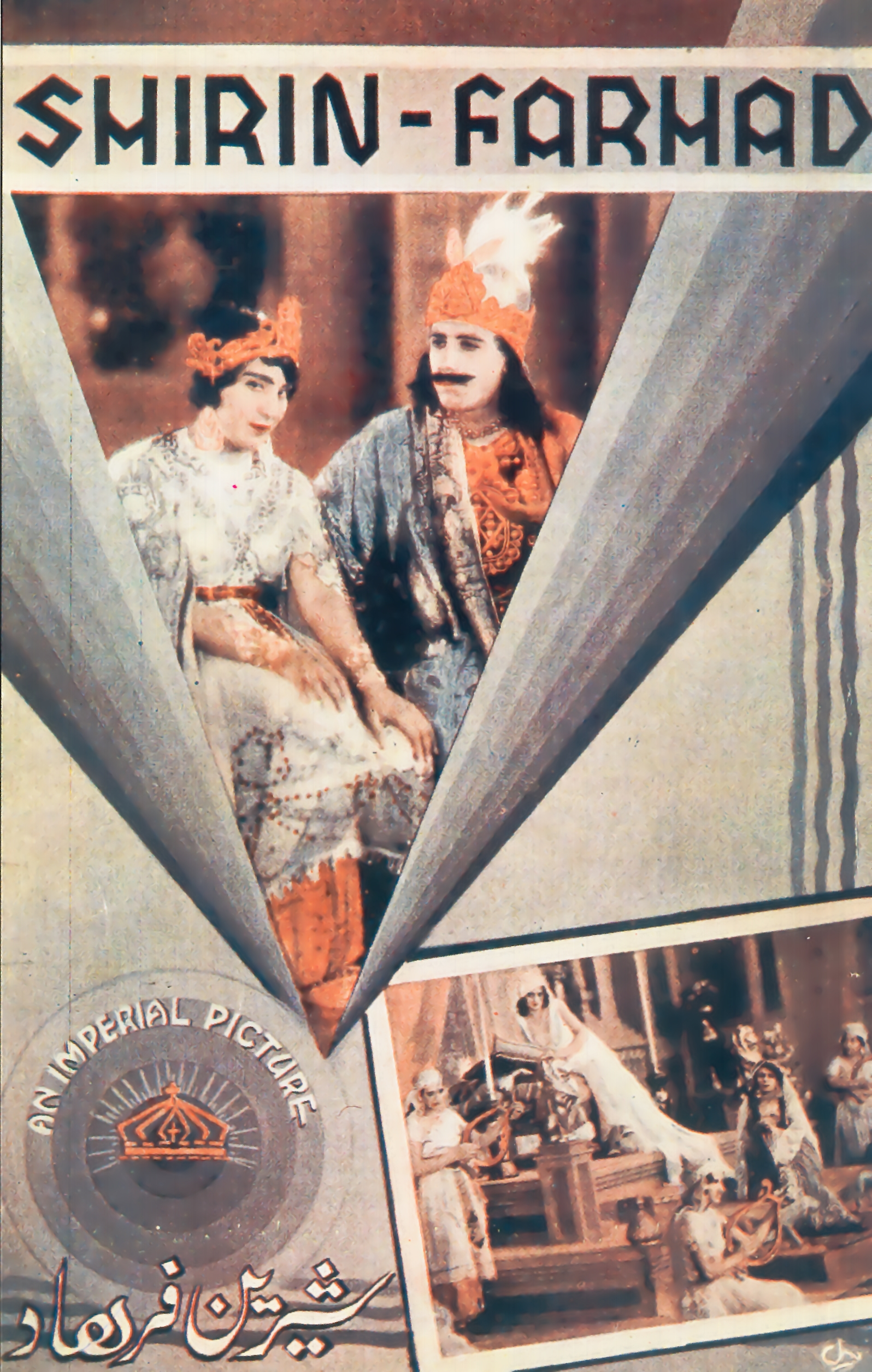
Афиша фильма Ширин и Фархад, реж. Абдольхоссейн Сепанта, 1935

«Девушка-лурка» была снята в Бомбее (Индия) на киностудии Imperial Film Company усилиями местного технического персонала и персидских актёров. «Отцом» звукового кино на фарси считается Абдольхоссейн Сепанта (1907—1969), который написал сценарий фильма и исполнил в нём главную мужскую роль, а также увлёк идеей создания звукового персидского фильма индийского продюсера и режиссёра Ардешира Ирани, родившегося в Пуне в семье зороастрийцев. Успех фильма был потрясающим, никакое немое кино не могло конкурировать с «Девушкой-луркой». Даже сегодня фильм сохраняет наивное очарование и непретенциозную искренность. Позже по просьбе персидского министерства просвещения Сепанта экранизировал биографию классика персидской литературы Фирдоуси (из-за того, что в картине был показан конфликт Фирдоуси с шахом Махмудом Газневи, она вызвала неудовольствие Реза-шаха и была конфискована; это один из первых случаев политической цензуры в персидском кинематографе), а в 1935—1937 гг. снял ряд романтических фильмов (в первую очередь экранизаций известнейших произведений персидской литературы), таких, как «Ширин и Фархад» (Shirin-o Farhād) и «Лейли и Маджнун» (Leili-o Majnoun).
Успех ираноязычных фильмов Сепанты вызвал недовольство прокатчиков иностранных картин, составлявших уже тогда влиятельное лобби в Персии. Они сумели помешать дальнейшей карьере Сепанты на родине, и тот вынужден был уехать в Индию. До 1947 года в Иране не было снято больше ни одной художественной ленты.

### Иранский послевоенный кинематограф
Возрождению иранского кино после окончания второй мировой войны во многом способствовал Исмаил Кушан (1915—1981), которого Жорж Садуль назвал «отцом иранской киноиндустрии». В 1947 году Кушан выступил в качестве продюсера фильма «Бурный ветер жизни» (Tufān-e Zendegi), режиссёром которого стал Али Дариаби, получивший кинематографическое образование в Германии. Фильм нельзя было назвать успешным, однако именно с него началась история кинокомпании Pars Films, бывшей одним из лидеров иранского кино до революции 1979 года. Кушан был очень заметной фигурой в кинематографе Ирана этого периода: его творческое наследие (и как режиссёра, и, особенно, как продюсера) чрезвычайно многогранно. Он производит и довольно посредственные псевдонародные фильмы (такие как «Мать» (Mādar, режиссёр) или «Бродяга» (Velgard, реж. Мехди Раис Фируз, оба фильма 1952), масштабные исторические кинополотна («Ага Мохаммад-хан» (Āqā Mohammad Khān, реж. Носрат-Аллат Мохташам, 1954) или «Амир Арсалан» (Amir Arsalān-e nāmdār, 1955), социальная драма (Hifdah ruz be e’dām, реж. Ушанг Кавуши, 1956), сельская мелодрама (Bolbol-e mazra’a, 1957), трагикомедия (Shab-neshini dar jahanam, 1957), триллер (Chāhār rāh-e havādet, 1954 и Tufān dar shahr-e mā, 1958) и многие другие.
Очень большое значение для развития иранского кинематографа имело создание в декабре 1949 года и деятельность Национального общества иранского кино и синематеки (Kānūn-e mellī-e fīlm). Участники клуба организовали первые кинофестивали в Иране (фестиваль британских фильмов в 1950 г. и фестиваль французского кино в 1951 г.). Неформальным лидером этого киносообщества был Фарук Гаффари (1921—2006), с 1950 года писавший серьёзные критические статьи (в основном в левой прессе) под псевдонимом М. Мобарак. С 1951 по 1956 гг. он был ассистентом Анри Ланглуа во Французской синематеке и одновременно исполнительным секретарём Международной федерации киноархивов. В 1958 году Гаффари снял фильм «Южная часть города» (Janūb-e šahr) о жизни людей скромного достатка в Тегеране и деятельности уличных молодёжных банд на юге города. Этот фильм, снятый в духе неореализма, вызвал цензурный запрет в Иране и одновременно стал первым фильм т. н. кинематографической иранской «новой волны». В 1963 году Гаффари поставил фильм «Ночь горбуна» (Šab-e qūzī), адаптировав сюжет одной из сказок Тысячи и одной ночи к современным ему реалиям тегеранского общества. Этот фильм был показан на Каннском кинофестивале 1964 года.
Под влиянием фильмов Гаффари в качестве кинорежиссёров пробует себя целый ряд иранских интеллектуалов: поэт Ферейдун Рахнема (1936—1975) в 1967 году снимает экспериментальный фильм «Сиявуш в Персеполисе» (Sīāvoš dar Taḵt-e Jamšīd), другой поэт Форуг Фаррокзад (1935—1967) в 1962 году снял короткометражную ленту о прокажённых «Дом обречённых» (Ḵāna sīāh ast). Ещё одним интересным достижением иранского кинематографа этого периода стала лента писателя Ибрагима Голестана (род. в 1922) «Кирпич и зеркало» (Ḵešt wa āyīna, 1965). Все эти фильмы активно демонстрировались за границей на кинофестивалях, получили хорошие отклики в зарубежной прессе, но в Иране были встречены довольно холодно и в коммерческом прокате провалились.

### Кинематограф новой волны в Иране

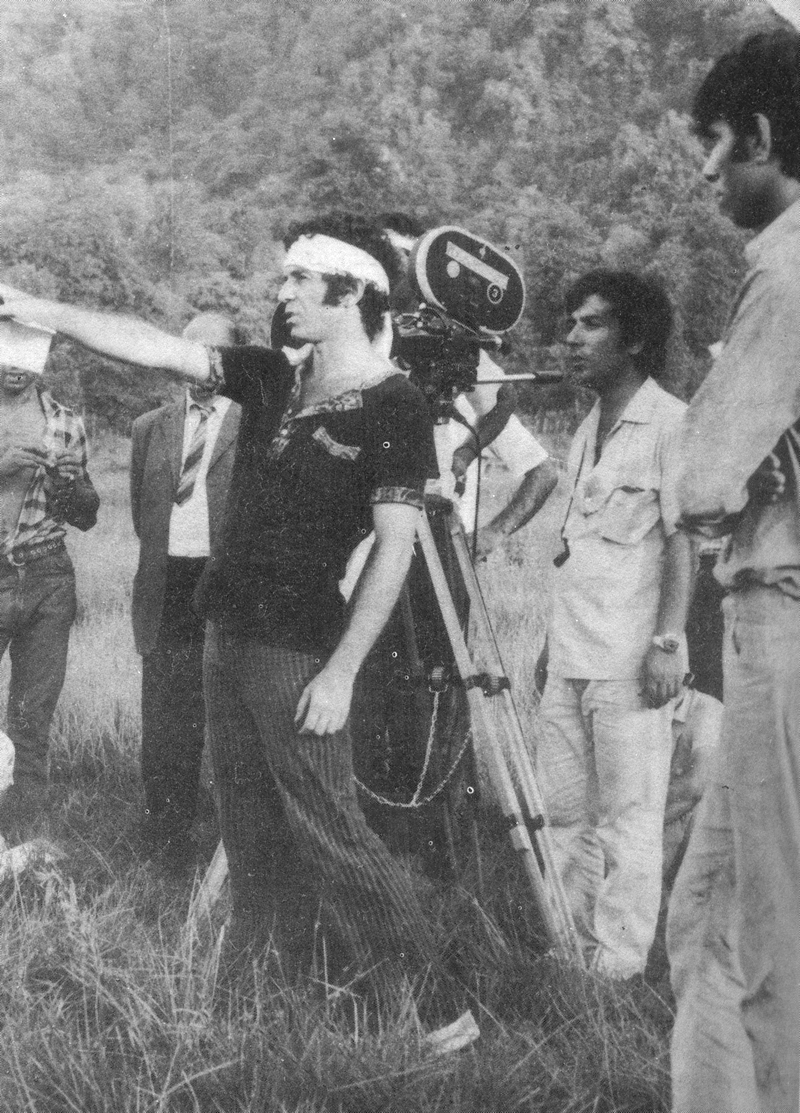
Дарьюш Мехрджуи

1960-е годы — это время ускоренного развития иранской киноиндустрии. Если в конце предыдущего десятилетия в стране производилось около 25 полнометражных художественных фильмов, то к концу 60- годов таких фильмов было уже 65. Осенью 1964 года внутри Министерства культуры и искусства был создан отдел кино, что позволило централизовать кинопроизводство. Этому же отделу была передана цензура. Кроме того, в конце 1950-начале 1960-х гг. были созданы: школа телевидения и кинематографии (Madreseh-ye āli-e televizion va sinemā) при Иранской Национальной теле- и радиовещательной корпорации; объединение иранской кинопромышленности (Ettehādiya-ye sanāye'-e film-e Irān); профессиональные союзы актёров, режиссёров, дистрибуторов и т. д. В 1958 году был торжественно открыт национальный киноархив (Film-khāneh-ye melli-e Irān), в который поступали копии всех иранских фильмов и иностранные кинокартины, прокатывавшиеся на территории Ирана. В стране были учреждены несколько кинофестивалей, в частности в 1966 году фестиваль фильмов для детей в Тегеране (Festivāl-e beyn-ol-melali-e filmhā-ye kudakān va no-javānān). С 1966 по 1977 гг. кинематографическое отделение существовало в рамках фестиваля искусств (Jashn-e honar) в Ширазе. И наконец, в 1969 году был учреждён национальный фестиваль кино (Sepās). В то же время с критикой кинематографа и государственной политики в области кинематографии выступает ряд иранских интеллектуалов (в частности, Али Шариати и Джалал Аль-е-Ахмад), недовольных «прозападной» ориентацией Ирана и объявленной шахом Мохаммедом Резой «белой революцией». Они выступали с позиций защиты шиизма и видели в кинематографе прежде всего средство разрушения иранских национальных культурных и религиозных традиций иностранцами (farhangiān). Эти взгляды в наиболее полной степени были выражены в знаменитом труде Джалала Аль-е-Ахмада Gharbzadegi («Западничество: Западная чума»), вышедшем в 1962 году.
Серьёзной вехой в развитии иранского кино стал 1969 год, когда на экран вышли сразу два фильма, во многом изменившие вектор развития национального киноискусства: драмы Масуда Кимиаи «Гайшар» (Qeysar) и Дарьюша Мехрджуи «Корова» (Gāv). Оба эти фильма, особенно криминальную драму Кимиаи, сопровождал в прокате значительный коммерческий успех, а «Корова» по опросам 1972 и 1998 годов называлась иранскими кинокритиками лучшим фильмом, снятым в Иране. Эта картина стала первым иранским фильмом, побеждавшим на международных кинофестивалях (призы в Венеции и в Чикаго в 1971 г.).

### Избранная фильмография Ирана
| Год  |   | Русское название    | Оригинальное название            | Роль            |
| ---- | - | ------------------- | -------------------------------- | --------------- |
| 1958 | ф | Семейный талисман   | Telesme schekaste                | Сиямак Ямаси    |
| 1964 | ф | Европейская невеста | Arouse farangi                   | Носратола Вада  |
| 1968 | ф | Мазандаранский тигр | Babre mazandaran                 | Самуэль Хачикян |
| 1970 | ф | Жертва интриги      | Panjereh                         | Ялал Могхадам   |
| 1971 | ф | Восход              | Оригинальное название неизвестно |                 |
| 1974 | ф | Тангсир             | Tangsir                          | Амир Надери     |
| 1975 | ф | Попутчик            | Hamsafar                         | Масуд Асадолахи |
| 1978 | ф | Долгая ночь         | Dar emtedad snab                 | Парвиз Сайяд    |